# Rosinella rosinaria
Rosinella rosinaria är en fjärilsart som beskrevs av George Francis Hampson 1910. Rosinella rosinaria ingår i släktet Rosinella och familjen tandspinnare. Inga underarter finns listade.